# Буланівка (Бєлгородська область)
Буланівка — село в Шебекинському районі Бєлгородської області.

## Географія
З Булановки йдуть дороги в Поповку та Артельне. На північному заході від села протікає струмок. За 1 км на південь від Буланівки знаходиться хутір Дубовенька.

## Історія
Станом на 1862 рік Буланівка входила до Новооскільського повіту, складалася з 98 дворів, і налічувала 844 мешканців.

## Населення
| 2002 | 2010 |
| ---- | ---- |
| 765  | ↘673 |

## Визначні пам'ятки
- Троїцька церква, збудована у 1884 році.
- Братська могила 10 радянських воїнів, що загинули у Великій Вітчизняній війні в 1942 році.[5]